# Žak Mogel
Žak Mogel, slovenski smučarski skakalec, * 2. marec 2001. 
Mogel je v svetovnem pokalu debitiral na prvi tekmi sezone 2018/19 v Wisłi, kjer je obstal v kvalifikacijah. Že na drugi tekmi sezone v Ruki je prvič osvojil točke svetovnega pokala s 24. mestom. 21. januarja 2023 se je prvič uvrstil v prvo deseterico z desetim mestom v Saporu.